# Hoffmann Mihály (pap, 1724–1794)
Hoffmann Mihály, Hoffman (Pozsony, 1724. augusztus 21. – Pozsony, 1794. január 22.) Jézus-társasági áldozópap, később világi lelkész.

## Élete
Bölcseleti tanulmányai elvégezte után, 20 éves korában lépett Bécsben a jezsuita-rendbe. Besztercebányán volt harmadik probációban, majd 1757-ben a konviktust vezette Nagyszombatban. 1760-ban a négyes fogadalmat letette; azután tanította a filozófiát, a matematikát és természettant Nagyszombatban és Budán; több évig német hitszónok volt Győrött és Kassán, utóbb Trencsénben (1766) az újoncok mestere volt. A rend eltöröltetése (1773) Székesfehérváron érte, ezután mint az esztergomi főegyházmegye papja Pozsonyban működött.

## Munkája
- Laudatio funebris excell. ac ill. dno comiti Josepho Illésházi... dum triduanis exequiis justa ultima persolverentur in parochiali ecclesia... civitatis Trenchin diebus 20., 21., 22. Febr. 1766, Tyrnaviae